# Tyndall (Dakota du Sud)
Pour les articles homonymes, voir Tyndall.
La ville de Tyndall est le siège du comté de Bon Homme, situé dans le Dakota du Sud, aux États-Unis.
Fondée en 1879, la localité est nommée en l'honneur du scientifique britannique John Tyndall, quelques années après sa tournée aux États-Unis. Elle devient une municipalité en 1887.

## Démographie
| 1890 | 1900  | 1910  | 1920  | 1930  | 1940  |
| ---- | ----- | ----- | ----- | ----- | ----- |
| 509  | 1 167 | 1 107 | 1 405 | 1 287 | 1 289 |

| 1950  | 1960  | 1970  | 1980  | 1990  | 2000  |
| ----- | ----- | ----- | ----- | ----- | ----- |
| 1 292 | 1 262 | 1 245 | 1 253 | 1 201 | 1 239 |

| 2010  | - | - | - | - | - |
| ----- | - | - | - | - | - |
| 1 067 | - | - | - | - | - |

La municipalité comptait 1 365 habitants lors du recensement de 2010. Elle s'étend sur 1,58 milles carrés (4,09 km2).